# Igor Borzow
Igor Jewgienjewicz Borzow (ros. Игорь Евгеньевич Борзов; ur. 23 sierpnia 1979) – rosyjski kulturysta, mistrz Rosji i świata w kulturystyce.

## Życiorys
Jego miastem rodzinnym jest Petersburg. W połowie lat dziewięćdziesiątych ukończył petersburską szkołę średnią numer 328. W latach 1996–2000 studiował na Państwowym Uniwersytecie Wychowania Fizycznego, Sportu i Zdrowia im. Piotra Lesgafta, na kierunku kultury fizycznej. Uzyskał tytuł licencjata.
Zdobył medale absolutnego mistrza Petersburga i Rosji w kulturystyce. W listopadzie 2019 roku wystąpił w zawodach IFBB World Cup, podczas których uhonorowano go dwoma medalami: złotym w kategorii weteranów oraz srebrnym w kategorii „kulturystyka mężczyzn”. W zawodach Arnold Classic Europe Amateur z tego samego roku odniósł podobny sukces: wywalczył srebro w kategorii weteranów powyżej 90 kg oraz brąz w kategorii wagowej powyżej 100 kg.
Ma na koncie medale mistrza Republiki Karelii, mistrza obwodu wołogodzkiego i mistrza  obwodu pskowskiego w kulturystyce. Był też mistrzem trójboju siłowego. Po inwazji Rosji na Ukrainę przeprowadził się na Cypr.

## Warunki fizyczne
- obwód bicepsa: 53 cm

## Osiągnięcia
- 2018: Mistrzostwa Republiki Karelii w kulturystyce, kategoria wagowa powyżej 90 kg – I m-ce[5]
- 2018: Mistrzostwa obwodu wołogodzkiego w kulturystyce, kategoria wagowa powyżej 90 kg – I m-ce[6]
- 2018: Mistrzostwa obwodu wołogodzkiego w kulturystyce, kategoria ogólna – II m-ce[6]
- 2018: Mistrzostwa obwodu pskowskiego w kulturystyce, kategoria wagowa powyżej 95 kg – I m-ce[7]
- 2018: Mistrzostwa obwodu pskowskiego w kulturystyce, kategoria ogólna mężczyzn – I m-ce[7]
- 2019: Mistrzostwa świata w kulturystyce federacji IFBB (IFBB World Cup), kategoria weteranów – I m-ce[3]
- 2019: Mistrzostwa świata w kulturystyce federacji IFBB (IFBB World Cup), kulturystyka mężczyzn – II m-ce[3]
- 2019: Mistrzostwa Rosji w kulturystyce, kategoria weteranów powyżej 90 kg (40–44 lata) – I m-ce[9]
- 2019: Mistrzostwa Rosji w kulturystyce, kategoria ogólna weteranów – I m-ce[9]
- 2019: Mistrzostwa Rosji w kulturystyce, kategoria wagowa powyżej 100 kg – VI m-ce[9]
- 2019: Mistrzostwa Petersburga w kulturystyce, kategoria weteranów powyżej 90 kg (40–44 lata) – I m-ce[10]
- 2019: Mistrzostwa Petersburga w kulturystyce, kategoria ogólna weteranów – I m-ce[10]
- 2019: Mistrzostwa Petersburga w kulturystyce, kategoria wagowa powyżej 100 kg – II m-ce[10]
- 2019: Mistrzostwa Petersburga w kulturystyce, kategoria ogólna mężczyzn – V m-ce[10]
- 2019: Zawody Arnold Classic Europe Amateur, federacja IFBB, kategoria weteranów powyżej 90 kg (40–44 lata) – II m-ce[4]
- 2019: Zawody Arnold Classic Europe Amateur, federacja IFBB, kulturystyka mężczyzn powyżej 100 kg – III m-ce[4]
- 2019: Zawody Samson 45 w Krasnodarze (Puchar Rosji), kategoria wagowa powyżej 100 kg – III m-ce[11]
- 2019: Otwarte mistrzostwa Północno-Zachodniego Okręgu Federalnego w kulturystyce – top 3, medal[12]
- 2019: Mistrzostwa obwodu leningradzkiego w kulturystyce, kategoria wagowa powyżej 80 kg – II m-ce[13]